# Anusin (województwo lubelskie)
Anusin – wieś w Polsce położona w województwie lubelskim, w powiecie chełmskim, w gminie Siedliszcze. Przez miejscowość przebiega droga krajowa nr .
W latach 1954–1957 wieś należała i była siedzibą władz gromady Anusin, po jej zniesieniu w gromadzie Siedliszcze. W latach 1975–1998 miejscowość administracyjnie należała do ówczesnego województwa chełmskiego.  
Wieś jest sołectwem w gminie Siedliszcze. Według Narodowego Spisu Powszechnego (marzec 2011 roku) Anusin miał 129 mieszkańców i był siedemnastą co do wielkości miejscowością w gminie.